# Elecciones estatales de Morelos de 2009
Las Elecciones estatales de Morelos de 2009 se llevaron a cabo el domingo 5 de julio de 2009, simultáneamente con las Elecciones federales y en ellas serán renovados los titulares de los siguientes cargos de elección popular del estado mexicano de Morelos:
- 30 Diputados estatales. 18 electos por mayoría relativa en cada uno de los Distritos Electorales y 12 por el principio de Representación proporcional mediante un sistema de listas.
- 33 Ayuntamientos. Formados por un Presidente Municipal y regidores, electos para un periodo de cuatro años, no reelegibles de manera consecutiva.

## Resultados

### Congreso del Estado de Morelos
En las Diputaciones Locales se eligen 18 diputados por mayoría relativa y 12 por plurinominales.
| Partido | Partido                              | No.Distritos | Distritos Electorales                              | Plurinominales | Total de Diputados |  |
| ------- | ------------------------------------ | ------------ | -------------------------------------------------- | -------------- | ------------------ |  |
|         | Partido Revolucionario Institucional | 15           | 1, 2, 3, 4, 5, 6, 7, 8, 9, 10, 12, 13, 15, 16 y 17 | 0              | 15                 |  |
|         | Partido Acción Nacional              | 3            | 11, 14 y 18                                        | 3              | 6                  |  |
|         | Partido de la Revolución Democrática | 0            | 0                                                  | 3              | 3                  |  |
|         | Partido Verde Ecologista de México   | 0            | 0                                                  | 2              | 2                  |  |
|         | Convergencia                         | 0            | 0                                                  | 2              | 2                  |  |
|         | Nueva Alianza                        | 0            | 0                                                  | 1              | 1                  |  |
|         | Partido del Trabajo                  | 0            | 0                                                  | 1              | 1                  |  |

### Ayuntamientos
| Partido/Alianza | Partido/Alianza                      | No.Municipios | Municipios |
| --------------- | ------------------------------------ | ------------- | --- |
|                 | Partido Revolucionario Institucional | 16            | Miacatlán, Cuernavaca, Temixco, Xochitepéc, Zacatepec, Puente de Ixtla, Jojutla, Tlaitizapán, Ayala, Cuautla, Yautepec, Tepoztlan, Totolapan, Tetecala, Tepalcingo y Axochiapan. |
|                 | Partido Acción Nacional              | 7             | Huitzilac, Yecapixtla, Ocuituco, Mazatepec, Tetele del Volcán, Tlayacapan y Tlalnepantla.                                                                                        |
|                 | Partido de la Revolución Democrática | 3             | Jiutepec, Emiliano Zapata y Tlaquiltenango. |
|                 | Partido Verde Ecologista de México   | 3             | Zacualpan, Atlatlahucan y Temoac. |
|                 | Partido del Trabajo                  | 2             | Amacuzac y Jantetelco. |
|                 | Convergencia                         | 1             | Coatlan del Río. |
|                 | Partido Socialdemócrata              | 1             | Jonacatepec. |